# Medi Harris
Medi Eira Harris (Porthmadog, 15 de septiembre de 2002) es una deportista británica que compite en natación.
Ganó dos medallas en el Campeonato Mundial de Natación de 2024, cuatro medallas en el Campeonato Europeo de Natación de 2022 y tres medallas en el Campeonato Europeo de Natación en Piscina Corta de 2023.

## Palmarés internacional
| Campeonato Mundial                  | Campeonato Mundial | Campeonato Mundial | Campeonato Mundial      |
| Año                                 | Lugar              | Medalla            | Prueba                  |
| ----------------------------------- | ------------------ | ------------------ | ----------------------- |
| 2024                                | Doha (Catar)       | Medalla de plata   | 4 × 200 m libre         |
| 2024                                | Doha (Catar)       | Medalla de bronce  | 4 × 100 m estilos mixto |
| Campeonato Europeo                  |                    |                    |                         |
| Año                                 | Lugar              | Medalla            | Prueba                  |
| 2022                                | Roma (Italia)      | Medalla de oro     | 4 × 100 m libre         |
| 2022                                | Roma (Italia)      | Medalla de plata   | 100 m espalda           |
| 2022                                | Roma (Italia)      | Medalla de plata   | 4 × 200 m libre         |
| 2022                                | Roma (Italia)      | Medalla de bronce  | 4 × 100 m estilos mixto |
| Campeonato Europeo en Piscina Corta |                    |                    |                         |
| Año                                 | Lugar              | Medalla            | Prueba                  |
| 2023                                | Otopeni (Rumania)  | Medalla de oro     | 200 m espalda           |
| 2023                                | Otopeni (Rumania)  | Medalla de plata   | 100 m espalda           |
| 2023                                | Otopeni (Rumania)  | Medalla de bronce  | 4 × 50 m libre          |